# Сальгейро, Хуан Мануэль
Хуан Мануэ́ль Сальге́йро (исп. Juan Manuel Salgueiro; 3 апреля 1983, Монтевидео) — уругвайский футболист, игравший на позиции атакующего полузащитника и нападающего.
Известен по своим выступлениям за уругвайский «Данубио», где он стал чемпионом Уругвая, аргентинский «Эстудиантес», в составе которого завоевал в 2009 году Кубок Либертадорес, эквадорский ЛДУ Кито, а также парагвайскую «Олимпия».

## Биография
Сальгейро начал профессиональную карьеру в «Данубио». В 2004 году помог своему клубу выиграть чемпионат Уругвая.
В 2006 году выступал на правах аренды в испанской «Реал Мурсии». Затем играл в мексиканской «Некаксе».
В 2007—2009 гг. выступал в аргентинском «Эстудиантесе». В 2008 году помог команде выйти в финал Южноамериканского кубка, а в 2009 году стал частью команды, выигравшей свой четвёртый в истории Кубок Либертадорес. Довольно часто уругваец использовался в качестве игрока замены, поэтому в начале 2010 года Сальгейро принял решение сменить обстановку и отправился в эквадорский суперклуб ЛДУ Кито.
В 2011 году вернулся в Аргентину, на сей раз подписав контракт с «Сан-Лоренсо». В 2012 году перешёл в асунсьонскую «Олимпию», с которой уже в следующем году сумел дойти до финала Кубка Либертадорес.

## Титулы
- Чемпион Уругвая (1): 2004
- Чемпион Эквадора (1): 2010
- Обладатель Кубка Либертадорес (1): 2009
- Финалист Кубка Либертадорес (1): 2013
- Обладатель Рекопы (1): 2010
- Финалист Южноамериканского кубка (1): 2008